# Lazy (groupe)
Pour les articles homonymes, voir Lazy.
Lazy (レイジー, Reijī, stylisé LAZY) est un groupe de rock japonais. Il est actif entre 1977 et 1981, et reformé en 1998.

## Biographie

### Première phase (1973–1981)
Le groupe est formé en 1973 par cinq adolescents camarades de classes, souhaitant jouer du hard rock. Il est signé chez RCA en 1977, mais la maison de disque choisit de les lancer dans un style pop-rock léger destiné aux adolescentes, en les dotant de costumes de scène voyants et de surnoms anglais. Déçu par ce style imposé qui ne correspond pas aux aspirations de ses membres, le groupe se sépare en 1981. 
Son guitariste Akira Takasaki et son batteur Munetaka Higuchi forment alors le populaire groupe Loudness. Son chanteur Hironobu Kageyama se lance en solo, trouvant de son côté le succès dans l'interprétation de chansons liées aux mondes de l'animation et du jeu vidéo. Son bassiste Hiroyuki Tanaka et son claviériste Shunji Inoe forment le groupe Neverland jusqu'en 1990, puis retrouvent Hironobu Kageyama pour former le groupe Airblanca en 1990 et 1991.

### Retour (depuis 1998)
Lazy se reforme en 1998 avec tous ses membres, en parallèle à leurs activités respectives (Loudness, JAM Project...), et se produit occasionnellement depuis. Après avoir terminé leur concert LAZY ROCK COMMUNICATION SHIBUYA. ～キタ奴の勝ち～, à Shibuya, le 23 novembre 1999, Inoue fonde la maison de disques Lantis le 26 novembre 1999, qui publiera en premier lieu Yoshiyuki Ito. Lazy signe finalement chez Lantis en 2000. Après deux singles, sort l'album Earth Ark II en 2002.
Leur bassiste Hiroyuki Tanaka meurt en septembre 2006. Munetaka Higuchi, meurt lui aussi, le 30 novembre 2008, à l'âge de 49 ans, d'une carcinome hépatocellulaire. Ils seront remplacés par Tamio Okuda et Kazuyoshi Saito. En 2009, ils enregistrent une version single de Kanjite Knight (感じて, Knight), avec JAM Project, pour l'anime Shin Mazinger Shogeki! Z Hen, jouée sous le nom de Ultimate Lazy for Mazinger.
En 2011, ils sortent le single Reckless pour le deuxième film d'animation de la série Towa no Quon. Le 7 juillet 2013, le groupe joue un concert de soutien à la Munetaka Higuchi Cancer Research Foundation, une organisation de recherches contre les maladies cancéreuses, et également à la mémoire de leur ami disparu, Higuchi.
En décembre 2017, le groupe publie le premier single célébrant leur 40e anniversaire Slow and Steady.  Toujours en décembre, ils organisent leur concert LAZY 40th Anniversary Special Live Slow and Steady à Osaka, Tokyo. Il est diffusé en direct, pour la première fois depuis 2008. Ils sont rejoints par Naoya Yamamoto à la basse et Masayuki Muraishi à la batterie.

## Membres

### Membres actuels
- Hironobu Kageyama (Michell) - chant
- Akira Takasaki (Suzy) - guitare
- Shunji Inoue (Pocky) - claviers

### Anciens membres
- Munetaka Higuchi (Davy) - batterie (décédé en 2008)
- Hiroyuki Tanaka (Funny) - basse (décédé en 2006)

## Discographie

### Albums studio
- 1978 : This is the Lazy
- 1978 : Dream a Dream
- 1979 : Rock Diamond
- 1980 : Lazy V
- 1980 : Earth Ark (宇宙船地球号 ; Uchuusen Chikyuugou)
- 1998 : Happy Time
- 2002 : Earth Ark II (宇宙船地球号II ; Uchuusen Chikyuugou II)

### Albums live
- 1978 : Lazy wo Oikakero
- 1981 : Moetsukita Seishun
- 1998 : Happy Time Tour '98 : Kuro Tokin no Nasu ga Mama

### Compilations
- 1979 : Collection - Jounetsu no Seishun
- 1980 : Best Hit Lazy
- 1981 : Best
- 1999 : Best Collection 1977-1981
- 1999 : Hit Collection
- 2004 : Golden Best

### Singles
- 1977 : Hey! I Love You!
- 1977 : Camouflage
- 1978 : Akazukin Chan Goyoujin
- 1978 : Moeru Rock 'n' Roll Fire
- 1978 : Jigoku no Tenshi
- 1978 : Hello Hello Hello
- 1979 : Ai ni wa Ai wo
- 1979 : Baby I Make a Motion
- 1980 : Midnight Boxer
- 1980 : Kanashimi wo Buttobase
- 1980 : Kanjite Night
- 1981 : Glass no Heart
- 1997 : Ultra High
- 1998 : Pray
- 2001 : Angelique ~Eien no yakusoku~ (pour un OAV de la série Angelique)
- 2001 : Zone of the Enders
- 2009 : Kanjite Knight (feat. Tamio Okuda, Saito Kazuyoshi & JAM Project)
- 2011 : Reckless
- 2017 : Slow and Steady